# Shirome
Shirome (en japonés:白女) fue un poetisa japonesa menor waka del siglo X.
Nacida en Settsunokuni Eguchi (摂津国江口, hoy Osaka), su padre fue probablemente el aristócrata Settsunokuni Tamabuchi (摂津国玉淵). Fue asobi/yujo (遊女), que más tarde significaría prostituta. En el periodo Heian (794-1185) no obstante se asociaba a mujeres dedicadas al arte del canto y la danza, lo que luego sería una geisha. Su actuación ante la abdicación de un emperador aparece en el Ōkagami monogatari (大鏡).
Uno de sus poemas incluidos en el Kokin Wakashū:

Si tan solo estuviera segura
de vivir tanto como quisiera,
no lloraría
al dejarte.